# East Renfrewshire
East Renfrewshire (gaelică scoțiană Siorrachd Rinn Friù an Ear) este una dintre cele 32 subdiviziuni ale Scoției. 
1. ↑   https://ons.maps.arcgis.com/home/item.html?id=a79de233ad254a6d9f76298e666abb2b Lipsește sau este vid: |title= (ajutor)